# Attaque du train Abuja-Kaduna
 (avril 2022).
L'attaque du train Abuja-Kaduna est survenue le 28 mars 2022 lorsqu'un train reliant Abuja à Kaduna a été attaqué au Nigeria, obligeant la Nigerian Railway Corporation (NRC) à interrompre brièvement les opérations le long de la voie (en),. L'attaque a fait plus de 60 morts.

## Contexte
L'incident s'est produit deux jours après un raid de bandits à l'aéroport de Kaduna, au cours duquel deux membres du personnel de l'Agence nigériane de gestion de l'espace aérien (NAMA) ont été tués et plusieurs autres travailleurs ont été enlevés. En octobre 2021, le NRC a suspendu les opérations sur la voie une première fois en raison d'une attaque similaire,.

## Attaque
Des centaines de passagers en route vers la région nord-ouest du Nigeria ont été enlevés à Katari, dans l'État de Kaduna, tandis que plusieurs autres ont été blessés par des bandits qui auraient bombardé un train Abuja-Kaduna.
Environ 970 passagers étaient à bord, et plusieurs ont peut-être été enlevés dans la brousse par les bandits en maraude qui sont arrivés à moto munis d'armes à feu et d'autres armes mortelles,, selon un passager ayant échappé à l'assaut.
Le train a quitté la gare d'Idu d'Abuja à 18 h 0 et devait arriver à la gare de Rigasa de Kaduna à 20 h 0,.

## Conséquences
Au lendemain de l'attaque, l'armée de l'air nigériane a mené des raids dans la forêt entre l'État de Niger et l'État de Kaduna, tuant « pas moins de 34 terroristes », selon le Guardian.